# شغف الحياة

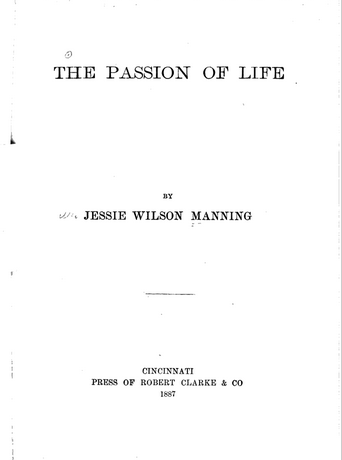

شغف الحياة ديوان شعر من تأليف جيسي ويلسون مانينغ ونشره روبرت كلارك وشركائه عام 1987 في ولاية أوهايو الكتاب مؤلف من 75 صفحة تمت كتابته في مدينة شاريتون بولاية آيوا، الديوان عبارة عن إهداء إلى والدتها أدلين هينشام ويلسون، كان العمل عبارة عن قصيدة من خمسة أجزاء: سحر الشباب - أغنية الروح - الحب المفقود  - انزلاقات شهر ماي إلى شهر يونيو - الشكاك.

## الحبكة
شغف الحياة يروي قصة حياتين بما فيهما من اندفاع وانجذاب مختلفين تروى بابيات لطيفة . في رواية شعرية. يلتقط القارئ القصة من القصائد التي ليس لها عيوب ليجد درسا عن ضبط النفس حينها يبدا بالتساؤل عن ما جعلته القصائد يحتار به.

## الاستقبال النقدي
وفقًا لما ذكرته (Masonic Voice Review)‏ عام 1887، كان العمل عبارة عن حبكة رائعة عن الحب والقلب والثبات والإيمان، وكذلك الانتظار ونتيجته، بينما اتبعت «طريقًا مضطربًا» إلى حدٍ ما، والذي تمت كتابته بطريقة غريبة وجذابة وقافية بسيطة كانت الكاتبة مصرة على تحقيق أهدافها وظهر ذلك من خلال انجاز العمل بكل قوة وجمال، في عام 1981 وصفت مجلة ذي ناشونال ريبوبليكان روايتها بانها ابداع مطلق وانتصار فني وقصائد في خمسة أجزاء معبرة وصادقة ونقية وصافية وغالبا متعمقة الأفكار تظهر قوة الشعر الاستثنائية والتي يجب أن تقدم إلى جمهور القراء العظيم.